# 小山桂司
小山 桂司（おやま けいじ、1980年11月19日 - ）は、宮城県仙台市太白区出身の元プロ野球選手（捕手）、野球指導者。右投右打。

## 経歴

### プロ入り前
小学3年生時に野球チームに入ってから一貫して捕手を務める。ただし大学時代に一時抑え投手として登板することもあった。
秋田経法大附属高では3年夏に県大会ベスト4。秋田経済法科大学を中退し、2003年にシダックスに入社。その後、野村克也監督の厳しい指導のもと素質が開花し、遠投110m以上の強肩で、送球が二塁に到達するまでの時間は約1.8秒。
2005年度ドラフト会議（大学生・社会人ほか対象）にて北海道日本ハムファイターズから5巡目指名を受けて入団。

### 日本ハム時代
2008年4月23日の対オリックス・バファローズ戦でプロ初出場、5月1日の対千葉ロッテマリーンズ戦で初先発出場を果たした。しかし、同年10月2日に戦力外通告を受け、12球団合同トライアウトに参加したところ、視察に訪れていた中日ドラゴンズ監督の落合博満の目に留まり、中日の秋季練習に参加。12月4日に中日と正式契約した。

### 中日時代

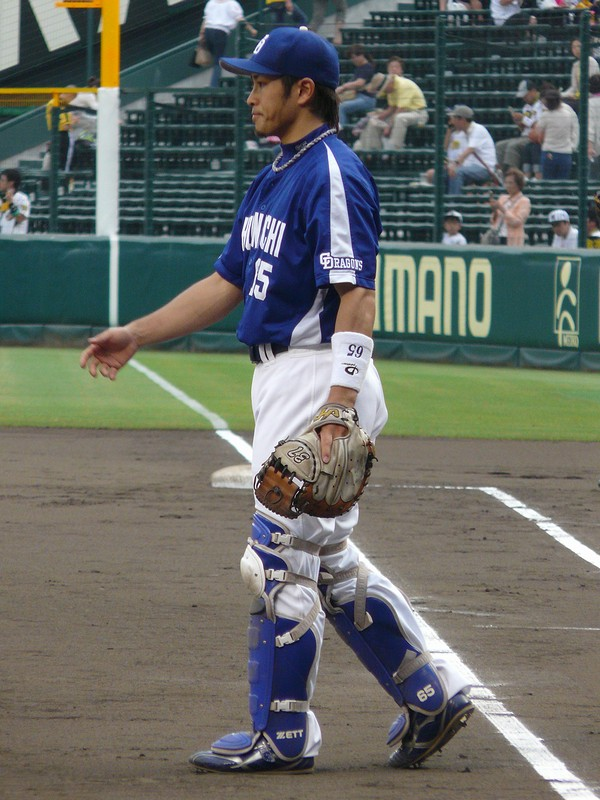
中日での現役時代
（2009年7月16日、阪神甲子園球場にて）

2009年に両打ちから右打ちに転向。同年は初の開幕一軍入りを果たし、谷繁元信の代役として先発マスクを被る機会も増え、5月12日の東京ヤクルトスワローズ戦（長良川球場）で一場靖弘からプロ初本塁打を放つ。谷繁の復帰以降は代走での起用や、相性のいい朝倉健太、チェンが先発する試合でスタメン出場する事が多く、第二捕手としての地位を確立した。2010年も前年同様にチェン・朝倉とのバッテリーや、大量ビハインドの試合での出場機会があったものの、朝倉が調子を落とし、かつ小田幸平が調子を上げた中盤以降は出場機会が減り、第三の捕手としての起用に留まった。
2011年、移籍して3年連続の開幕一軍入り。シーズン初スタメンマスクとなった4月30日の広島東洋カープ戦(ナゴヤドーム)の1打席目で2009年以来となる本塁打を放った。序盤こそ出場機会は少なかったものの、交流戦で谷繁が怪我して以降は、元パ・リーグの経験を生かし、チームの交流戦上位進出に貢献。リーグ戦再開以降は打撃好調もあり、スタメン起用が多かったものの、チームの勝ち星が伸び悩んだ事もあり、前田章宏や田中大輔との併用になった。日本シリーズには2試合出場した。

### 楽天時代
2012年1月23日、金銭トレードで東北楽天ゴールデンイーグルスへ移籍することが発表された。1月30日に入団会見を行い、背番号は中日時代と同じ65に決定。同チームでは名字の漢字表記が同じ小山（こやま）伸一郎がいた事から、スコアボード表記は小山桂となる。東北・宮城県出身の小山にとっては、地元球団への入団となった。開幕こそ二軍スタートだったものの正捕手の嶋基宏の離脱に伴い一軍に昇格。22試合に出場し、打率は.224だった。
2015年には、嶋や伊志嶺忠の怪我などで一軍に昇格したが、公式戦では6試合の出場にとどまった。10月26日に球団から戦力外通告を受けたことを機に現役を引退。同月28日付で、NPBから任意引退選手として公示された。

### 現役引退後
2015年12月8日に、ブルペン捕手兼打撃投手として、古巣の中日と契約したことが球団から発表された。
2022年10月17日、関西独立リーグ（さわかみ関西独立リーグ）の06BULLSが、2023年（同年よりチーム名は「大阪ゼロロクブルズ」に変更）からバッテリーコーチに就任することを発表した。2025年1月時点では球団ウェブサイトに掲載されていたが、2月時点では名前がなくなっていた。開幕後の4月4日の時点で再びバッテリーコーチとして掲載された。

## 選手としての特徴・人物
強肩の捕手であるが、フォークなどの変化球を後ろに逸らすなどキャッチングが課題である為、中日時代は小田が在籍時は谷繁がスタメンから外れても出番が少なく、スタメンで出場しても岩瀬登板には谷繁や小田、前田に交代される事が多い。捕手としては俊足であるため、代走として起用されることも多い。
2011年3月11日に発生した東日本大震災で、宮城県石巻市に住んでいた祖父を亡くした。4月2日に行なわれた慈善試合では、8回の守備に就いた際、スタンドから大きな声援を受けた。4月30日の対広島東洋カープ戦ではシーズン初めてスタメン起用され、今村猛から左翼へ3ラン本塁打を打った。お立ち台で、「おじいちゃんが打たせてくれたと思います」と語った。

## 詳細情報

### 年度別打撃成績
| 年 度     | 球 団     | 試 合 | 打 席 | 打 数 | 得 点 | 安 打 | 二 塁 打 | 三 塁 打 | 本 塁 打 | 塁 打 | 打 点 | 盗 塁 | 盗 塁 死 | 犠 打 | 犠 飛 | 四 球 | 敬 遠 | 死 球 | 三 振 | 併 殺 打 | 打 率 | 出 塁 率 | 長 打 率 | O P S |
| --------- | --------- | ----- | ----- | ----- | ----- | ----- | -------- | -------- | -------- | ----- | ----- | ----- | -------- | ----- | ----- | ----- | ----- | ----- | ----- | -------- | ----- | -------- | -------- | ----- |
| 2008      | 日本ハム  | 27    | 31    | 29    | 3     | 5     | 1        | 0        | 0        | 6     | 0     | 0     | 0        | 1     | 0     | 1     | 0     | 0     | 3     | 5        | .172  | .200     | .207     | .407  |
| 2009      | 中日      | 59    | 137   | 122   | 13    | 19    | 5        | 1        | 1        | 29    | 10    | 0     | 0        | 1     | 0     | 12    | 0     | 2     | 31    | 1        | .156  | .243     | .238     | .480  |
| 2010      | 中日      | 35    | 76    | 65    | 5     | 14    | 3        | 0        | 0        | 17    | 4     | 0     | 0        | 3     | 3     | 5     | 0     | 0     | 20    | 3        | .215  | .260     | .262     | .522  |
| 2011      | 中日      | 51    | 102   | 82    | 7     | 23    | 4        | 1        | 1        | 32    | 10    | 1     | 0        | 3     | 1     | 16    | 0     | 0     | 31    | 0        | .280  | .394     | .390     | .784  |
| 2012      | 楽天      | 22    | 65    | 58    | 4     | 13    | 1        | 0        | 0        | 14    | 6     | 0     | 1        | 2     | 2     | 3     | 0     | 0     | 15    | 1        | .224  | .254     | .241     | .495  |
| 2013      | 楽天      | 5     | 8     | 6     | 0     | 1     | 0        | 0        | 0        | 1     | 0     | 0     | 0        | 0     | 0     | 2     | 0     | 0     | 2     | 0        | .167  | .375     | .167     | .542  |
| 2014      | 楽天      | 2     | 0     | 0     | 0     | 0     | 0        | 0        | 0        | 0     | 0     | 0     | 0        | 0     | 0     | 0     | 0     | 0     | 0     | 0        | ---   | ---      | ---      | ---   |
| 2015      | 楽天      | 6     | 6     | 5     | 0     | 0     | 0        | 0        | 0        | 0     | 0     | 0     | 1        | 1     | 0     | 0     | 0     | 0     | 2     | 0        | .000  | .000     | .000     | .000  |
| 通算：8年 | 通算：8年 | 207   | 425   | 367   | 32    | 75    | 14       | 2        | 2        | 99    | 30    | 1     | 2        | 11    | 6     | 39    | 0     | 2     | 104   | 10       | .204  | .280     | .270     | .550  |

### 年度別守備成績
| 年度 | 捕手 | 捕手 | 捕手 | 捕手 | 捕手 | 捕手 | 捕手   | 一塁 | 一塁 | 一塁 | 一塁 | 一塁 | 一塁   |
| 年度 | 試合 | 刺殺 | 補殺 | 失策 | 併殺 | 捕逸 | 守備率 | 試合 | 刺殺 | 補殺 | 失策 | 併殺 | 守備率 |
| ---- | ---- | ---- | ---- | ---- | ---- | ---- | ------ | ---- | ---- | ---- | ---- | ---- | ------ |
| 2008 | 23   | 52   | 8    | 2    | 1    | 0    | .968   | -    | -    | -    | -    | -    | -      |
| 2009 | 52   | 243  | 24   | 2    | 4    | 4    | .993   | -    | -    | -    | -    | -    | -      |
| 2010 | 29   | 137  | 9    | 1    | 1    | 3    | .993   | 1    | 1    | 1    | 0    | 0    | 1.000  |
| 2011 | 43   | 189  | 15   | 1    | 2    | 3    | .995   | -    | -    | -    | -    | -    | -      |
| 2012 | 22   | 135  | 12   | 2    | 3    | 0    | .987   | -    | -    | -    | -    | -    | -      |
| 2013 | 4    | 10   | 6    | 0    | 1    | 0    | 1.000  | -    | -    | -    | -    | -    | -      |
| 2014 | 2    | 2    | 0    | 0    | 0    | 1    | 1.000  | -    | -    | -    | -    | -    | -      |
| 2015 | 6    | 13   | 7    | 0    | 0    | 1    | 1.000  | -    | -    | -    | -    | -    | -      |
| 通算 | 181  | 781  | 81   | 8    | 12   | 12   | .991   | 1    | 1    | 1    | 0    | 0    | 1.000  |

### 記録
- 初出場：2008年4月23日、対オリックス・バファローズ5回戦（札幌ドーム）、8回裏に紺田敏正の代打で出場
- 初打席：同上、8回裏に山本省吾から二塁ゴロ
- 初先発出場：2008年5月1日、対千葉ロッテマリーンズ9回戦（千葉マリンスタジアム）、8番・捕手で先発出場
- 初安打：2008年5月4日、対東北楽天ゴールデンイーグルス11回戦（札幌ドーム）、5回裏に田中将大から左前安打
- 初打点：2009年4月19日、対読売ジャイアンツ3回戦（ナゴヤドーム）、2回裏に高橋尚成から右中間適時三塁打
- 初本塁打：2009年5月12日、対東京ヤクルトスワローズ7回戦（長良川球場）、2回裏に一場靖弘から左越2ラン
- 初盗塁：2011年6月16日、対福岡ソフトバンクホークス4回戦（ナゴヤドーム）、4回裏に二盗（投手：D.J.ホールトン、捕手：細川亨）

### 背番号
- 37 （2006年 - 2008年、2023年 - ）
- 65 （2009年 - 2015年）
- 102 （2016年 - 2021年）